# Dionisio Garrido
Dionisio Segundo Garrido Segura (Tomé, 10 de mayo de 1894 - Talcahuano, 17 de junio de 1956) fue un albañil y  político democrático chileno. Hijo de Dionisio Garrido y Eusmenia Segura, contrajo matrimonio en 1921 con Juana María Cabrera Villa.
Estudió en la Escuela Superior de Hombres de Tomé y en el Liceo Técnico de Talcahuano, donde egresó con conocimientos de albañilería y carpintería, a lo que se dedicó buen tiempo. Formó un sindicatos de albañiles en 1923 y pasó a ser dirigente sindical de Talcahuano.

## Actividades políticas
Militante del Partido Democrático. Fue elegido Diputado por la 17.ª agrupación departamental, correspondiente a las comunas de Talcahuano, Tomé, Concepción y Yumbel  (1933-1937), participando de la comisión permanente de Defensa Nacional. Reelegido por la misma circunscripción (1937-1941), en esta oportunidad formó parte de la comisión de Minería e Industrias.
Nuevamente Diputado por la misma 17.ª agrupación departamental en dos periodos consecutivos (1941-1945 y 1945-1949), integrando la comisión de Defensa Nacional.